# Veazie
Veazie és una població dels Estats Units a l'estat de Maine (EUA). Segons el cens del 2000 tenia 1.744 habitants.

## Demografia
Segons el cens del 2000, Veazie tenia 1.744 habitants, 722 habitatges, i 495 famílies. La densitat de població era de 230,6 habitants/km².
Dels 722 habitatges en un 29,9% hi vivien nens de menys de 18 anys, en un 54,6% hi vivien parelles casades, en un 11,4% dones solteres, i en un 31,4% no eren unitats familiars. En el 24,1% dels habitatges hi vivien persones soles el 9,1% de les quals corresponia a persones de 65 anys o més que vivien soles. El nombre mitjà de persones vivint en cada habitatge era de 2,41 i el nombre mitjà de persones que vivien en cada família era de 2,85.
Per edats la població es repartia de la següent manera: un 23,9% tenia menys de 18 anys, un 7% entre 18 i 24, un 27,4% entre 25 i 44, un 27,2% de 45 a 60 i un 14,6% 65 anys o més.
L'edat mediana era de 40 anys. Per cada 100 dones de 18 o més anys hi havia 88,4 homes.
La renda mediana per habitatge era de 44.519 $ i la renda mediana per família de 54.583 $. Els homes tenien una renda mediana de 38.456 $ mentre que les dones 29.432 $. La renda per capita de la població era de 24.723 $. Entorn del 5,1% de les famílies i el 7,6% de la població estaven per davall del llindar de pobresa.